# Calilegua (localidad)
Calilegua es una ciudad y municipio del sudeste de la provincia Jujuy de Argentina, en el departamento Ledesma.
Esta ciudad se ubica a unos 111 km al noreste de la capital provincial, con la cual se comunica principalmente a través de la RN 34 km 1.248,  y un pequeño acceso por la ruta provincial RP 83 (la
cual la comunica con la localidad de Valle Grande).

## Toponimia
Significa "mirador de piedra", en lengua aimara.

## Historia
Prehispánicamente el territorio fue poblado por las etnias de los ocloyas (una parcialidad de los omaguacas), así como churumatas, chanés, chorotes y quechuas en la parte oriental.
La presencia europea se inició con los conquistadores españoles en el siglo XVI, aunque la consolidación de los europeos fue lenta, en gran medida por las dificultades climáticas y de accesibilidad.
- 1756, Calilegua, nace cuando los Jesuitas fundan la "Reducción San Ignacio de los Tobas", atentos a la cercanía del Fuerte Nuestra Señora del Rosario.  Su ubicación geográfica fue: "Dentro del término y lindero del río Sora por el norte, por el sur el monte Saladillo, por el oriente el río Grande y por el occidente las lomas cuchillas más inmediatas a éste dicho Fuerte..."
- 1767, expulsión de los Jesuitas.
- 1770, se instaló en Calilegua el pionero del azúcar: Gregorio Zegada, con excelentes resultados. No tardando en aparecer el empresario salteño, fundante del primer ingenio comercial: José Ramírez de Ovejero, fundador del Ingenio Ledesma.[2]

## Geografía

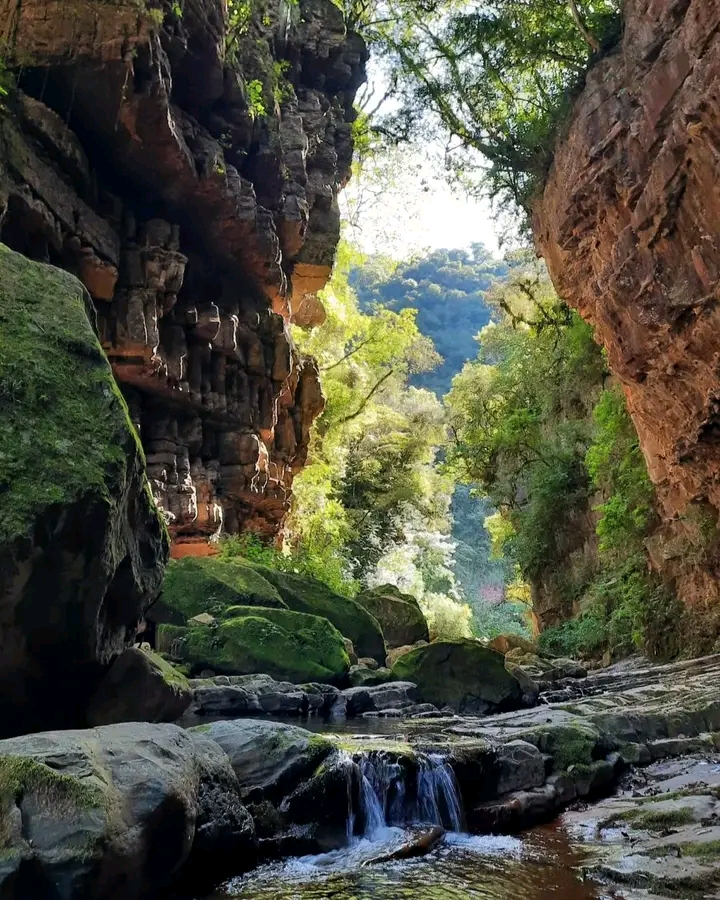
Jujuy. Calilegua. Selva de montañas.

La región es un piedemonte  de contacto entre las yungas y la llanura chaqueña, el clima es tropical con elevadas temperaturas diurnas casi todo el año (en verano, especialmente durante los meses de diciembre y enero, las temperaturas absolutas pueden alcanzar 46 °C, sin embargo esporádicamente, en las noches invernales —julio y junio— las temperaturas bajan de los 10 °C).

## Economía
La principal actividad es la que deriva del complejo agroindustrial Ledesma S.A.A.I., productor de azúcar, alcohol y papel de impresión y escritura.

Otras actividades,  principalmente relacionadas con la agricultura, son la producción de tomates, maíz, chauchas, berenjenas, ajíes, pepinos y zapallitos. También se cultivan, para la exportación diversas flores tropicales y a escala reducida cacao paltas, bananas y cítricos.

## Población
Contaba con 5997 habitantes (Indec, 2010), lo que representa un incremento del 15,90 % frente a los 5174 habitantes (Indec, 2001) del censo anterior.

## Educación, sanidad, infraestructura
Cuenta con tres escuelas primarias, un instituto de bachillerato. Un hospital público. En el ejido urbano del municipio se encuentran tres plazas.

## Turismo
A 2007 tiene buen desarrollo turístico, posee potencial para el turismo de aventura ya que se halla cerca del límite de la gran reserva de biosfera de las Yungas integrante del sistema MaB, por otra parte a unos 10 km se encuentra el parque nacional Calilegua.

## Parroquias de la Iglesia católica en Calilegua
| Diócesis  | Jujuy     |
| --------- | --------- |
| Parroquia | San Mateo |

## Templos Cristianos Evangélicos de Calilegua
Iglesia de Dios
Fichero de culto N°15
Calle Posta de Hornillo. Mza 121 lote 25